# Springe
Springe és una ciutat d'Alemanya amb més de 200 anys. El 2019 tenia 28.951 habitants. Es troba a la Porta del Deister. Hi va néixer Heinrich Göbel, un dels inventors de la bombeta incandescent.